# 파워 맥 G5

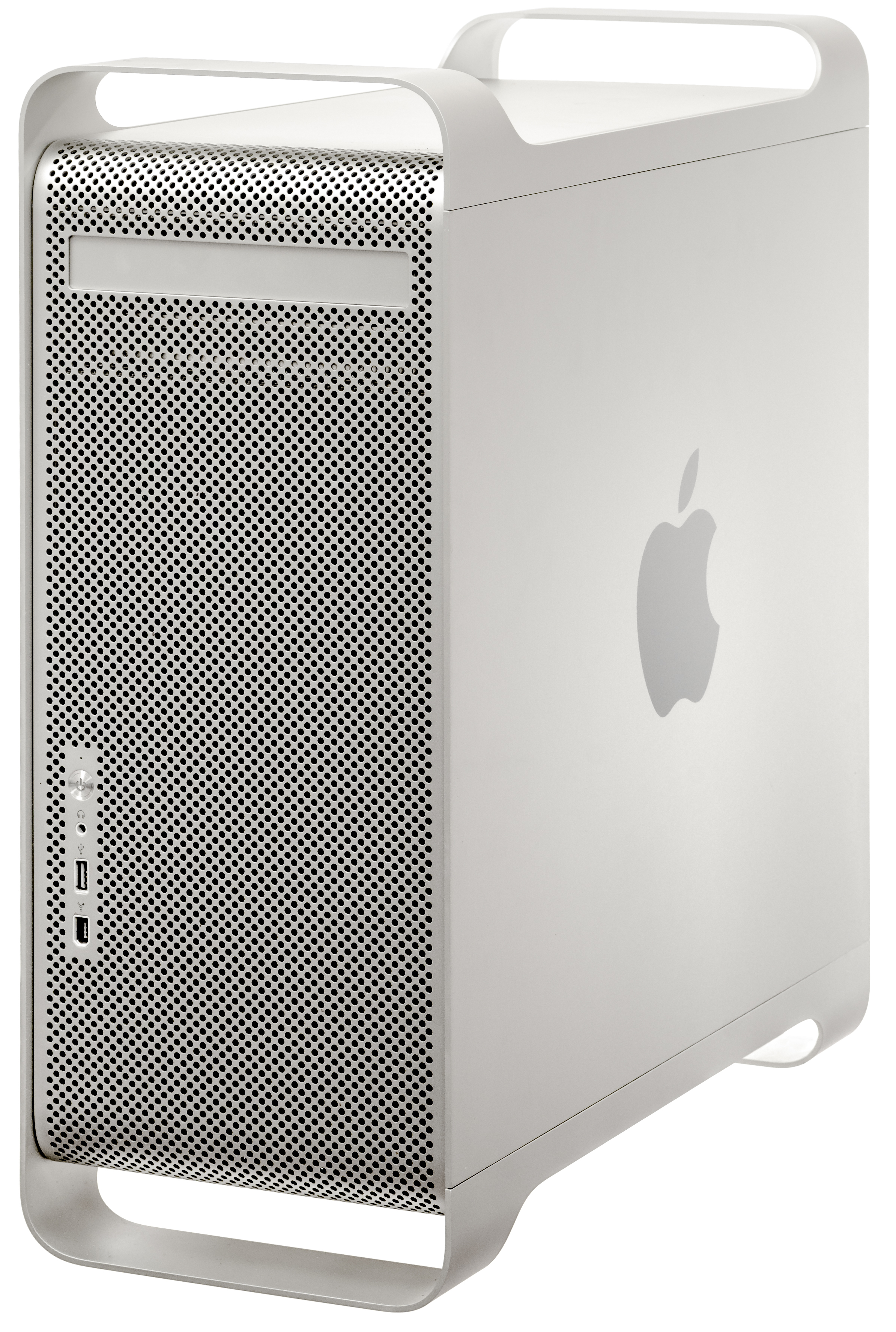

파워 맥 G5(Power Mac G5)는 파워 맥 시리즈의 일부로 애플 컴퓨터에서 2003년부터 2006년까지 설계, 제조 및 판매한 개인용 컴퓨터 시리즈이다. 출시 당시 애플의 매킨토시 라인업에서 가장 강력한 컴퓨터였으며 애플에서는 세계 최초의 64비트 데스크톱 컴퓨터로 판매했다. 이는 또한 양극 처리된 알루미늄 합금 인클로저를 사용한 최초의 애플 데스크탑 컴퓨터였으며, 파워PC 970 CPU를 활용한 애플 라인업의 단 세 대의 컴퓨터 중 하나였으며 나머지 컴퓨터는 아이맥 G5 및 Xserve G5였다.
3세대 파워 맥 G5가 맥에서 인텔 프로세서로 전환되면서 단종되기 전에 출시되어 맥 프로를 대체하게 되었다. 맥 프로는 7년 동안 G5의 인클로저 디자인 변형을 유지하여 애플 역사상 가장 오래 지속된 디자인 중 하나가 되었다.

## 같이 보기
- CPU 유형별 매킨토시 모델 목록